# Kong Christian X's Proklamation
Kong Christian X's Proklamation er en dansk dokumentarisk optagelse fra 1912.

## Handling
Konseilspræsident Klaus Berntsen udråber Christian 10. til konge fra Amalienborgs balkon, hvorefter kongen træder frem og holder en tale til folkemængden. Til allersidst i optagelsen kommer dronning Alexandrine og prinserne Frederik og Knud også ud på balkonen.